# Tham nhũng tại Việt Nam
Tham nhũng tại Việt Nam là một vấn đề phổ biến và lan rộng do cơ sở hạ tầng pháp lý còn yếu, các khoản tài chính đột xuất và việc ra các quyết định quan liêu mâu thuẫn và tiêu cực. Các cuộc khảo sát cho thấy rằng trong khi tham nhũng vặt đã giảm nhẹ trên toàn quốc, thì tham nhũng ở các quan chức cấp cao lại gia tăng đáng kể do lạm dụng quyền lực chính trị. Theo khoản 1 điều 3 của Luật Phòng, chống tham nhũng 2018, tham nhũng là hành vi của người có chức vụ, quyền hạn đã lợi dụng chức vụ, quyền hạn đó vì vụ lợi. Tham nhũng là một vấn đề rất nghiêm trọng ở Việt Nam, ảnh hưởng đến tất cả các khía cạnh của quản lý, giáo dục và thực thi pháp luật.
Việt Nam là một quốc gia đơn đảng do Đảng Cộng sản Việt Nam lãnh đạo. Đảng tuyên bố rằng tham nhũng đã được đưa lên chương trình nghị sự chính trị trong nước và các khuôn khổ pháp lý về giải quyết tham nhũng. Tuy nhiên, các học giả chính trị đã chỉ ra rằng những nỗ lực như vậy có thể là vỏ bọc cho một cuộc thanh trừng chính trị giữa các phe phái trong đảng.

## Thực trạng

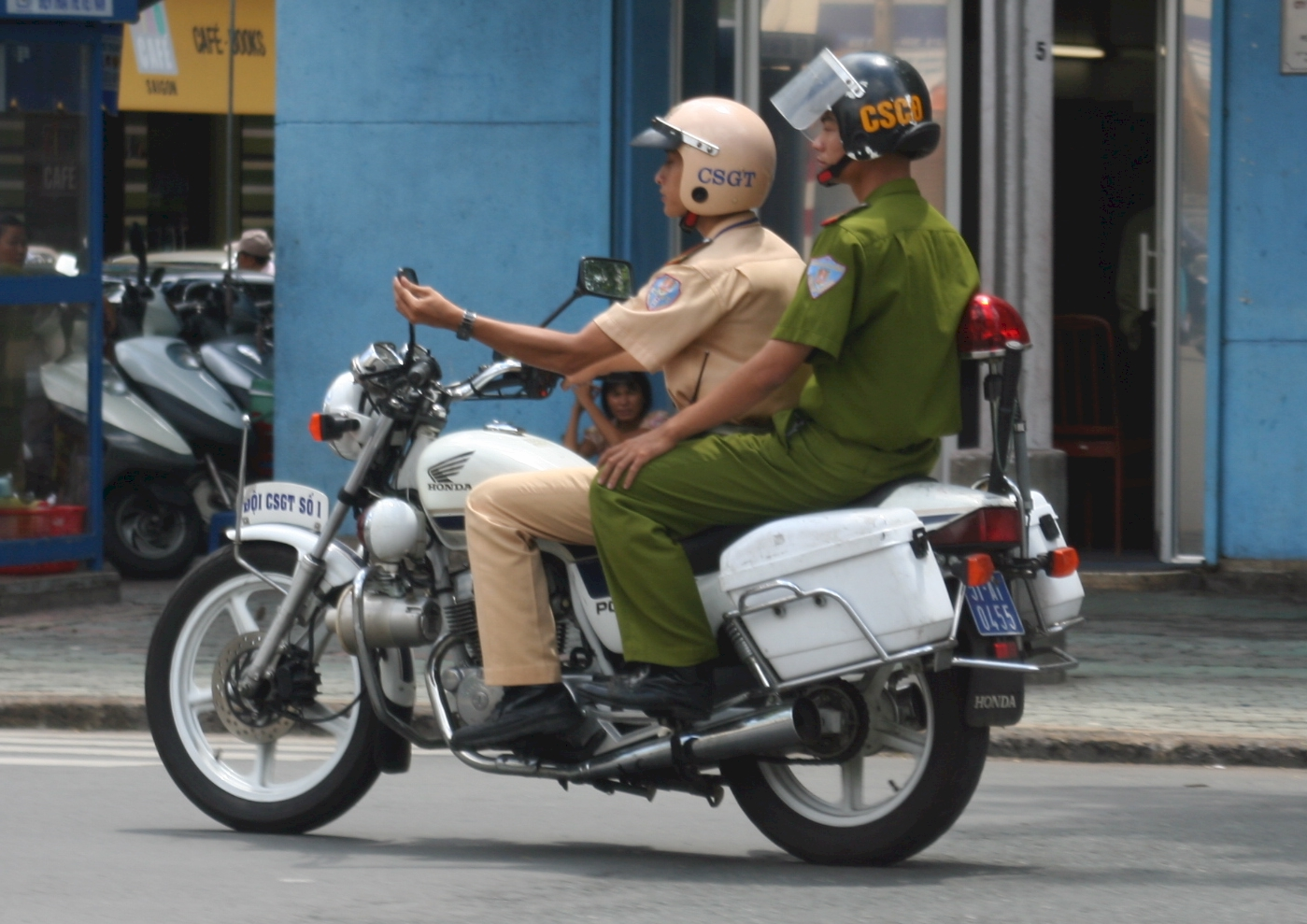
Cảnh sát giao thông, một trong ba cơ quan ở mức tham nhũng cao nhất theo báo cáo của Ban Nội chính Trung ương trong cuộc điều tra năm 2005

Trong cuộc điều tra năm 2005, Ban Nội chính Trung ương công bố danh sách liệt kê 10 cơ quan tham nhũng phổ biến nhất Việt Nam. Trong đó ba cơ quan dẫn đầu là: Địa chính nhà đất, Hải quan/quản lý xuất nhập khẩu và Cảnh sát giao thông.
Các ý kiến phát biểu tại phiên thảo luận về tham nhũng trong Hội nghị nhóm tư vấn các nhà tài trợ giữa kỳ (CG) ngày 9 tháng 6 năm 2006, các nhà tài trợ nước ngoài cho rằng tình hình tham nhũng của VN đang ở mức báo động. Đại sứ Thụy Điển tại Việt Nam, bà Anna Linstedt, cảnh báo về việc Ngân hàng Thế giới, những nhà tài trợ khác sẽ rút vốn đã cho vay nếu tình hình không được cải thiện.
Theo báo Vietnam Investment Review thì tham nhũng tại Việt Nam đã gây "thiệt hại cho nguồn ngân sách chính phủ... ước lượng 30% đầu tư hạ tầng".
Khi nhắc đến tham nhũng trong khi tiếp xúc cử tri Thành phố Hồ Chí Minh tháng 5 năm 2011, Chủ tịch nước Trương Tấn Sang đã phát biểu: "Trước đây chỉ một con sâu làm rầu nồi canh, nay thì nhiều con sâu lắm. Nghe mà thấy xấu hổ, không nhẽ cứ để hoài như vậy. Mai kia người ta nói một bầy sâu, tất cả là sâu hết thì đâu có được. Một con sâu đã nguy hiểm rồi, một bầy sâu là 'chết' cả đất nước này." 

## Đánh giá

### Trong nước
Tại Hội nghị lần thứ năm Ban Chấp hành Trung ương Đảng khoá XI, Tổng bí thư Nguyễn Phú Trọng phát biểu: "Công tác phòng, chống tham nhũng chưa đạt được yêu cầu 'ngăn chặn, từng bước đẩy lùi tham nhũng'. Tình trạng tham nhũng, lãng phí nghiêm trọng với những biểu hiện ngày càng tinh vi, phức tạp hơn, gây bức xúc trong xã hội và là thách thức lớn đối với vai trò lãnh đạo của Đảng và sự quản lý của Nhà nước."
Về mặt chính quyền thì Tổng Bí thư Lê Khả Phiêu đã phát biểu: "Tham nhũng ở nước ta là do cả cơ chế lẫn con người". Tổng Bí thư Nguyễn Phú Trọng nói: "Hiện tượng hư hỏng, tham nhũng, tiêu cực đúng là lắm lúc nghĩ hết sức sốt ruột, nhìn vào đâu cũng thấy, sờ vào đâu cũng có..."
Ông Nguyễn Đăng Quang một cựu đại tá ngành Công an cho biết ý kiến: "Theo tôi cơ chế này ở Việt Nam đẻ ra tệ nạn tham nhũng và bọn tham nhũng lại ra sức bảo vệ cơ chế này. Do vậy nếu giao phó cho Đảng Cộng sản Việt Nam độc quyền chống tham nhũng thì tham nhũng càng phát triển." Ông Nguyễn Trung Dân cựu Phó Tổng Biên tập phụ trách báo Du lịch nhận định: "Ông Tổng Bí thư nói rồi, đánh con chuột ở trong bình sợ nó vỡ bình thì sao... cho nên con chuột nó phải ra khỏi bình thì ông ấy mới đánh thôi...chỉ khi nào ông Tổng Bí thư bật đèn xanh thì mới đánh, mấy ông không bật đèn xanh thì thôi..."
Các đại biểu Quốc hội Nguyễn Tấn Trịnh (Quảng Nam), đại biểu Nguyễn Thanh Tân (Hà Tĩnh) lo lắng khi người dân sụt giảm niềm tin "cứ thấy cán bộ chạy xe hơi là dân bảo ông này tham nhũng. Họ đồn đại đồng chí này có bao nhiêu tiền, đồng chí kia có con thăng tiến quá nhanh, người nhà đồng chí nọ nắm các ngành kinh tế chủ đạo".

### Quốc tế
| Chỉ số tham nhũng của Việt Nam Thang điểm: Từ năm 2001 tới 2011: 1-10 Từ năm 2012: 0-100 (Số điểm càng nhỏ tham nhũng càng cao Xếp hạng càng cao tham nhũng càng cao) | Chỉ số tham nhũng của Việt Nam Thang điểm: Từ năm 2001 tới 2011: 1-10 Từ năm 2012: 0-100 (Số điểm càng nhỏ tham nhũng càng cao Xếp hạng càng cao tham nhũng càng cao) | Chỉ số tham nhũng của Việt Nam Thang điểm: Từ năm 2001 tới 2011: 1-10 Từ năm 2012: 0-100 (Số điểm càng nhỏ tham nhũng càng cao Xếp hạng càng cao tham nhũng càng cao) |
| Năm | Chỉ số | Hạng |
| --- | --- | --- |
| 2001 | 2.6 | 75/91 |
| 2002 | 2.4 | 85/102 |
| 2003 | 2.4 | 100/133 |
| 2004 | 2.6 | 102/145 |
| 2005 | 2.6 | 107/158 |
| 2006 | 2.6 | 111/163 |
| 2007 | 2.6 | 123/179 |
| 2008 | 2.7 | 121/180 |
| 2009 | 2.7 | 120/180 |
| 2010 | 2.7 | 116/178 |
| 2011 | 2.9 | 112/182 |
| 2012 | 31 | 123/176 |
| 2013 | 31 | 116/176 |
| 2014 | 31 | 119/175 |
| 2015 | 31 | 112/168 |
| 2016 | 33 | 113/176 |
| 2017 | 35 | 107/180 |
| 2018 | 33 | 117/180 |
| 2019 | 37 | 96/180 |
| 2020 | 36 | 104/180 |
| 2021 | 39 | 87/180 |
| 2022 | 42 | 77/180 |
| 2023 | 41 | 83/180 |
| 2024 | 40 | 88/180 |

Theo cách xếp hạng Nhận thức về Tham nhũng của Tổ chức Minh bạch Quốc tế (tức Transparency International), công bố năm 2010 thì Việt Nam được 2.7 trên 10 điểm (những nước có điểm số dưới 5 bị coi là có tình trạng tham nhũng cao). Sang năm 2011 số điểm và vị trí xếp hạng của Việt Nam cho thấy tham nhũng vẫn là mối lo ngại chính đối với quốc gia này. So sánh hai năm 2010-2011 thì không có thay đổi đáng kể nào trong cuộc chiến chống tham nhũng của chính phủ. Chỉ số của CPI sau năm 2011 thì dùng 0 đến 100 điểm. Số điểm thấp là nhiều tham nhũng. Con số cao là minh bạch, trong sạch. Theo cuộc khảo xét năm 2012 thì điểm số của Việt Nam tăng nhẹ từ 2,9 (thang 10) lên 31 (thang 100), nhưng vẫn bị tụt 11 bậc, không những so với các quốc gia tiên tiến mà cả với các nước lân bang trong khu vực. Cuộc khảo sát 95 quốc gia trên thế giới của Tổ chức Minh bạch Quốc tế về nạn tham nhũng năm 2013 cho biết 30% dân Việt Nam đã phải đút lót nhân viên công quyền.
Theo Trace International, một cơ quan nghiên cứu và theo dõi nạn hối lộ thì cuộc khảo sát năm 2014 chấm điểm 197 quốc gia trên thế giới thì Việt Nam đứng hạng 188/197 với 82/100 điểm. Chia thành từng tiêu chí một thì Việt Nam có những nhược điểm vì chồng chéo giữa cơ quan nhà nước và doanh thương, dẫn đến vấn đề "lại quả" và quan liêu trong việc quản lý. Việt Nam cũng kém vì thiếu sự giám sát của các tổ chức dân sự. Kém nhất là tình trạng thiếu minh bạch trong hành chính.
Theo thông tấn xã Reuters, tham nhũng là một yếu tố làm giảm hiệu năng hoạt động của chính quyền Việt Nam, bên cạnh các vấn đề như thiếu giải trình, thiếu minh bạch, và guồng máy hành chính quan liêu cồng kềnh. Hiện nay, tiến trình cải tổ kinh tế Việt Nam cũng như chính sách cải tạo các doanh nghiệp nhà nước kém hiệu năng, có nguy cơ bị các nhóm bảo thủ và đặc quyền đặc lợi phá hoại nhất là khi chính quyền đặt trọng tâm nhiều hơn đến khía cạnh an ninh. Mặt khác, theo một số nhà phân tích chính trị, trong thời gian từ nay đến Đại hội Đảng Cộng sản vào đầu năm 2011, các cuộc đấu đá nội bộ có thể làm cho tiến trình cải tổ bị tê liệt phần nào.

#### So sánh trong khu vực
So sánh với các nước Đông Nam Á và Trung Quốc, chỉ số tham nhũng năm 2022 như sau (hạng càng cao tham nhũng càng cao):
| Quốc gia    | Chỉ số (2021) | Hạng    |
| ----------- | ------------- | ------- |
| Singapore   | 83            | 5/180   |
| Malaysia    | 47            | 61/180  |
| Trung Quốc  | 45            | 65/180  |
| Đông Timor  | 42            | 77/180  |
| Việt Nam    | 42            | 77/180  |
| Thái Lan    | 36            | 101/180 |
| Indonesia   | 34            | 110/180 |
| Philippines | 33            | 116/180 |
| Lào         | 31            | 126/180 |
| Cambodia    | 24            | 150/180 |

## Chống tham nhũng
Hệ thống phòng chống tham nhũng ở Việt Nam khá đồng bộ và phức tạp. Đứng đầu là Ban chỉ đạo Phòng chống tham nhũng Trung ương thuộc Đảng Cộng sản Việt Nam. Bên Chính phủ có Thanh tra Chính phủ do Tổng Thanh tra chính phủ đứng đầu. Hầu như tất cả các Bộ ngành, Ủy ban Nhân dân đều có cơ quan phòng chống tham nhũng. Ông Vũ Tiến Chiến, Chánh Văn phòng Ban chỉ đạo Phòng chống tham nhũng Trung ương nói: "tình hình tham nhũng vẫn diễn biến phức tạp, hiệu quả của công tác phòng, chống vẫn chưa đạt được kết quả mong đợi."

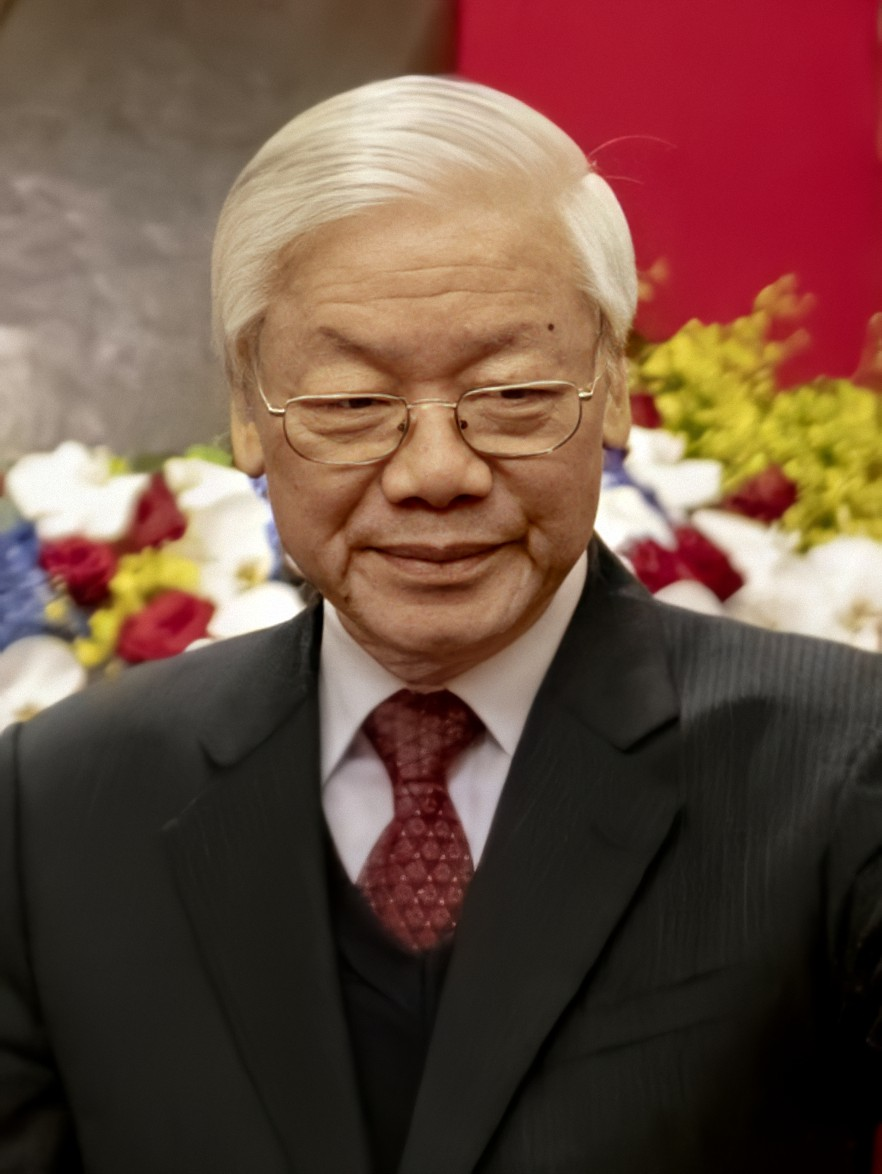
Tổng bí thư Đảng Cộng sản Việt Nam Nguyễn Phú Trọng

Góp ý dự thảo văn kiện trình Đại hội đại biểu toàn quốc lần thứ XI của Đảng, đại biểu quốc hội Nguyễn Đăng Trừng ví rằng: "Chống tham nhũng ở nước ta giống như dòng văn học cuối thế kỷ 19 - hiện thực phê phán - thấy hiện trạng nhưng không có giải pháp tháo gỡ." 
Ngày 23 tháng 12 năm 2018, Quốc hội thông qua "Luật Phòng chống tham nhũng" sửa đổi. Ban Chỉ đạo phòng chống tham nhũng trước kia do Thủ tướng điều hành thì nay sẽ giao cho Tổng Bí thư Đảng Cộng sản Việt Nam nắm giữ vì Ban Chỉ đạo đã không thi hành được nhiệm vụ này.
Năm 2015, Ủy ban Tư pháp của Quốc hội nhấn mạnh thực tế, trong tổng số bị can bị khởi tố về hành vi tham nhũng, cán bộ cấp xã, phường chiếm tỷ lệ 30,9% còn cấp Trung ương chỉ chiếm rất ít (0,3%).
Ngày 12-7-2016, tại Hội nghị toàn quốc tổng kết 10 năm thực hiện Luật phòng chống tham nhũng. Phó thủ tướng chính phủ Trương Hòa Bình nhận định, công tác phòng chống tham nhũng chưa đạt được mục tiêu đã đề ra. Tình hình tham nhũng vẫn diễn biến phức tạp trên nhiều lĩnh vực, nhất là trong quản lý sử dụng đất đai, đầu tư xây dựng từ nguồn vốn Nhà nước, lĩnh vực tín dụng ngân hàng, công tác tổ chức cán bộ... "Một bộ phận không nhỏ cán bộ Đảng viên trong đó có những người được giao những chức vụ lãnh đạo, quản lý ở các cấp có biểu hiện suy thoái về đạo đức, lối sống, sa vào chủ nghĩa cá nhân, cơ hội, thực dụng, chạy theo tiền tài, địa vị, cục bộ, tham nhũng, lãng phí, tùy tiện, vô nguyên tắc." 
Theo kết quả khảo sát Phong vũ biểu tham nhũng Việt Nam 2019 của Tổ chức Hướng tới Minh bạch thì người dân cho rằng tham nhũng đã giảm trong những năm gần đây dù vẫn còn nghiêm trọng.

#### Tương đồng với Trung Quốc
Theo một nghiên cứu của Ban Nội Chính Trung Ương, chống tham nhũng ở Việt Nam có một số điểm tương đồng với Trung Quốc.

## Ảnh hưởng

### Kinh tế
Bà Phạm Chi Lan, nguyên thành viên Ban cố vấn của Thủ tướng Chính phủ Việt Nam thời các thủ tướng Võ Văn Kiệt và Phan Văn Khải, nói trong buổi Hiệp hội Doanh nghiệp nhỏ và vừa Việt Nam tổ chức tại Đà Nẵng ngày 8/8: "Một điều tra cho thấy, ở Việt Nam, trung bình cứ 1 đồng lợi nhuận thì doanh nghiệp phải mất 1,02 đồng cho "bôi trơn". Có nghĩa, nếu tham nhũng ở nước ta giảm đi 50% thì đã làm tăng được 50% lợi nhuận của doanh nghiệp rồi. Đây là một trong những điều giải thích nhận xét của tiến sĩ Trần Đình Thiên, Viện trưởng Viện Kinh tế Việt Nam, cho rằng doanh nghiệp Việt Nam hiện nay có xu hướng li ti hóa, tức là nhỏ đi so với trước!" Cho nên tuy đã tham gia ASEAN 20 năm, nhưng Việt Nam vẫn còn nằm trong nhóm 4 nước lạc hậu của ASEAN (gồm Việt Nam, Lào, Campuchia và Myanmar).

## Một số vụ tham nhũng nổi tiếng
- Vụ EPCO - Minh Phụng
- Vụ PMU18
- Vụ tham nhũng PCI
- Vụ tham nhũng Đề án 112
- Vụ Nexus Technologies công ty Mỹ hối lộ quan chức Việt Nam [53]
- Vụ Công ty của Úc Securency hối lộ in tiền Polyme ở Việt Nam[54]
- Vụ chia chác đất công ở An Hải, Hải Phòng [55][56]
- Vụ Vinashin
- Vụ Vinalines, nhân vật chính là cục trưởng cục hàng hải Dương Chí Dũng
- Vụ Việt Á